# Mai 1982

## Événements
- Samedi 1er mai 1982 , Royaume-Uni : la Royal Air Force bombarde l'aéroport de Port Stanley, la capitale des Malouines.
- 4 mai : le navire britannique HMS Sheffield faisant partie de la task force britannique qui prit part à la guerre des Malouines est touché par un missile Exocet tiré par un Super-Étendard de l'aviation navale argentine. Trente membres d'équipage furent tués. Le navire coula le 10 mai.
- 9 mai (Formule 1) : Grand Prix automobile de Belgique.
- 21 mai : les forces britanniques débarquent à Port San Carlos.
- 23 mai (Formule 1) : Grand Prix automobile de Monaco.
- Lundi 24 mai 1982 , Guerre Iran-Irak : Khorramshahr est repris par l'Iran et des milliers de soldats irakiens sont faits prisonniers.
- 25 mai : le navire Atlantic Conveyor est touché par deux missiles Exocet AM-39 tirés depuis des chasseurs Super-Étendard argentin
- Vendredi 28 mai 1982 , Royaume-Uni : le pape Jean-Paul II entame son voyage en Grande-Bretagne, première visite d'un pape dans ce pays.
- Dimanche 30 mai 1982 , États-Unis : à l'issue d'un long duel, Gordon Johncock, au volant d'une Wildcat-Cosworth, remporte les 500 miles d'Indianapolis devançant Rick Mears de 0.160 secondes sur la ligne. Cela restera l'écart le plus serré de l'histoire jusqu'en 1992.

## Culture

### Cinéma

#### Films sortis en France en mai 1982
- 5 : Massacre à la tronçonneuse (The Texas Chain Saw Massacre), film américain de Tobe Hooper, sorti en 1974 aux États-Unis.
- 26 : Passion, film français de Jean-Luc Godard.
- 26 : Les Fantômes du chapelier, film français de Claude Chabrol.

## Naissances
- 2 mai : Lorie (Laure Pester), chanteuse et actrice française.
- 7 mai : 
  - Lea Müller, coureuse d'orientation suisse.
  - Matt Gaetz, homme politique américain et représentant des États-Unis pour la Floride depuis 2017.
- 11 mai : 
  - Cory Monteith, acteur et chanteur canadien († 13 juillet 2013).
  - Mauro Facci, coureur cycliste italien.
- 16 mai : Billy Crawford, chanteur de R'n'B américain d'origine philippine.
- 17 mai :
  - Tony Parker, joueur de basketball international français.
  - Vjosa Osmani, Présidente de la République du Kosovo depuis 2021.
- 20 mai : Petr Čech, footballeur tchèque.
  - Donald Reignoux, comédien de doublage français.
- 25 mai : Muriel Noah Ahanda, athlète camerounaise.
- 26 mai : Bert Hana, acteur, réalisateur et metteur en scène néerlandais.

- Date inconnue :
  - Leonid Radvinsky, homme d'affaires ukraino-américain.

## Décès en mai 1982
- 2 mai :
  - Hugh Marlowe, acteur américain (° 30 janvier 1911).
  - Hideo Suzuki, réalisateur et scénariste japonais. (° 10 mai 1916)
- 8 mai : Gilles Villeneuve, pilote automobile canadien. (° 18 janvier 1950)
- 14 mai : Hugh Beaumont, acteur, réalisateur et scénariste américain (° 16 février 1909 aux États-Unis).
- 15 mai : Joelle Mogensen, chanteuse du groupe Il était une fois (29 ans)
- 18 mai : Wolfgang Schneiderhan, violoniste autrichien. (° 28 mai 1915)
- 22 mai : Claude Morini, artiste peintre. (° 3 octobre 1939)
- 23 mai :
  - Robert Flacelière, philologue français, directeur de l'École normale supérieure de 1963 à 1971. (° 29 mai 1904)
  - Sam Snead, golfeur américain. (° 27 mai 1912)
- 29 mai : Romy Schneider, actrice allemande naturalisée française (° 23 septembre 1938)